# Jøa
Jøa est une île habitée de l'ancienne commune de Fosnes dans la commune de Namsos , en mer de Norvège dans le comté de Trøndelag en Norvège.

## Description
L'île de 55,3 km2 se trouve sur le côté sud du fjord Folda, entre le continent et les îles d'Otterøya et d'Elvalandet. L'île est partiellement boisée, la partie sud étant plate et marécageuse, et la partie nord étant plus montagneuse. 
L'écrivain norvégien Olav Duun est né dans le village de Dun, dans la partie centrale de l'île, où se trouve Dun Church (en). De plus, la chapelle de Fosnes est située sur la côte nord-est de l'île, à l'emplacement de l'ancienne église et du cimetière.
L'île est reliée au continent par la liaison par ferry Seierstad–Ølhammeren et la route départementale 777.

## Galerie

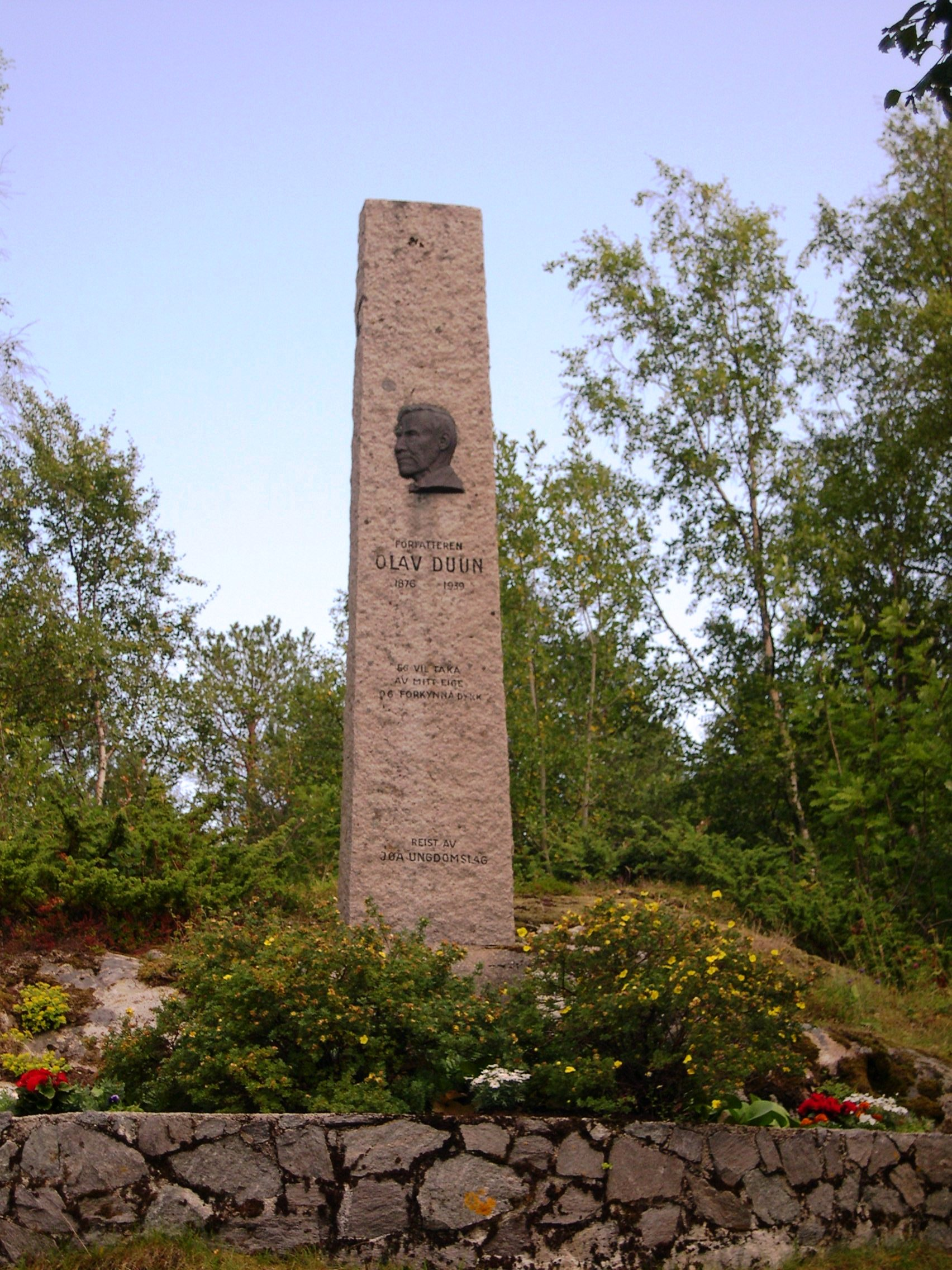
Mémorial Olaf Dunn
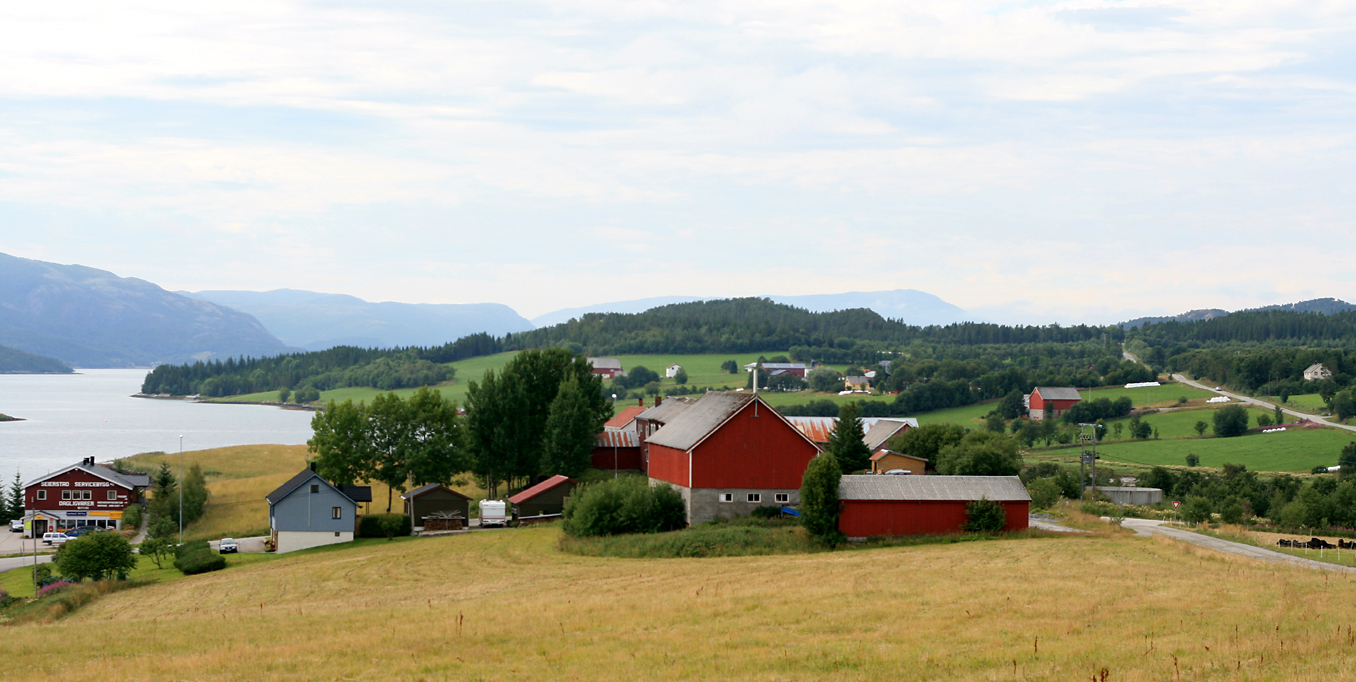
Village sur Jøa
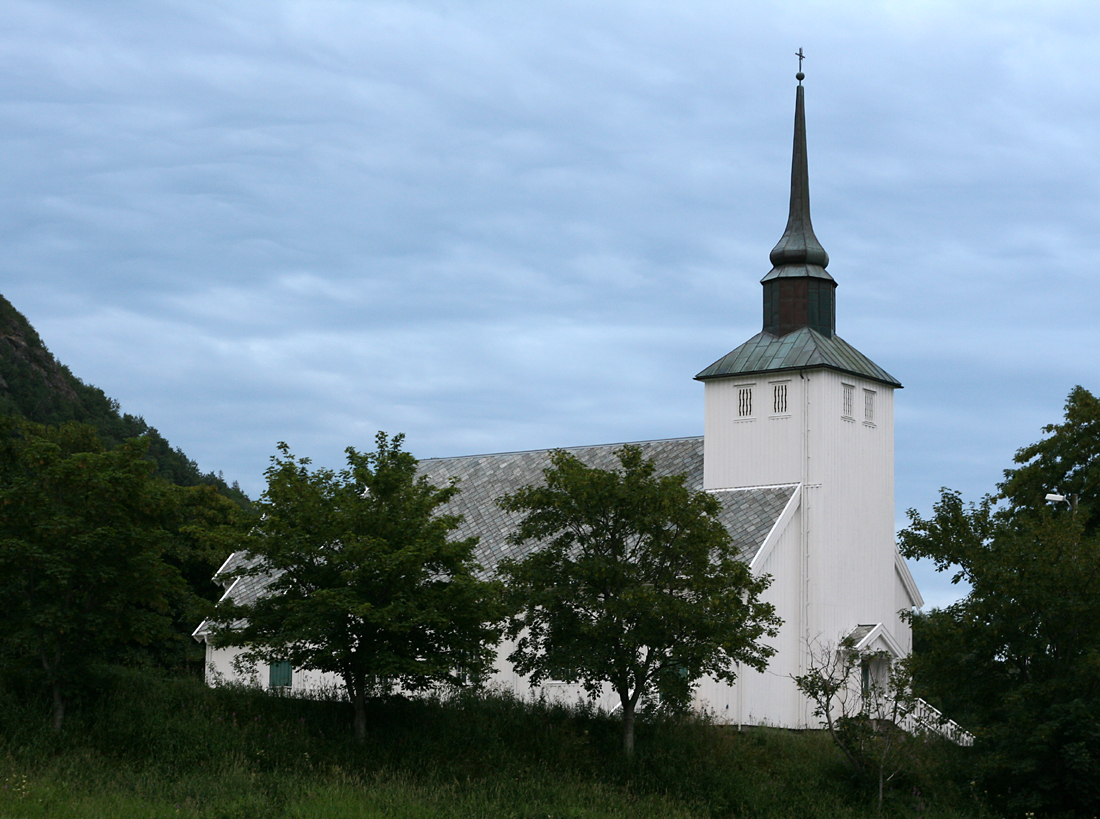
Eglise de Dun